# Aroche

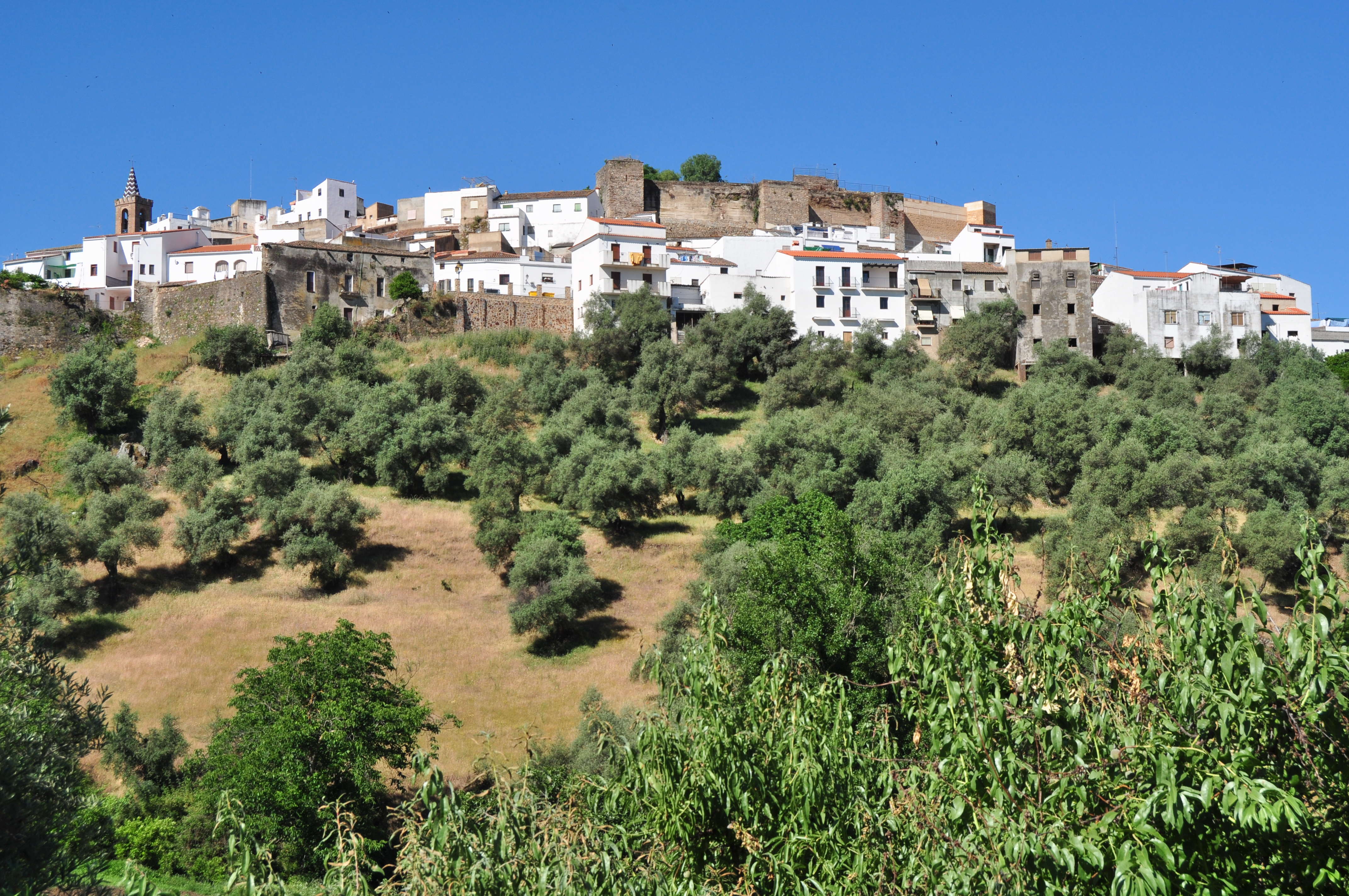
Aroche (2010)

Aroche is een gemeente in de Spaanse provincie Huelva in de regio Andalusië met een oppervlakte van 498 km². In 2007 telde Aroche 3306 inwoners.